# Wayne (Nebraska)
Wayne è un comune degli Stati Uniti d'America, situata in Nebraska, nella contea di Wayne.